# Epiphragma (Eupolyphragma) ochrinotum
Epiphragma (Eupolyphragma) ochrinotum is een tweevleugelige uit de familie steltmuggen (Limoniidae). De soort komt voor in het Oriëntaals gebied.